# Trichastoma celebense
La tordina de Célebes (Trichastoma celebense) es una especie de ave paseriforme de la familia Pellorneidae endémica de las Célebes, Indonesia.

## Distribución
Es una especie endémica de las selvas de las Célebes.

## Subespecies
Se reconocen las siguientes:
- T. c. celebense Strickland, 1850 - norte de Célebes e islas cercanas
- T. c. rufofuscum (Stresemann, 1931) - norte-central y centro de Célebes
- T. c. finschi Walden, 1876 - sudoeste de Célebes
- T. c. sordidum (Stresemann, 1938) - sudeste de Célebes
- T. c. togianense (Voous, 1952) - Islas Togian